# بنة آخوند (سر أسياب يوسفي)
بنة آخوند (بالفارسية: بنه آخوند) هي قرية تقع في إيران في قسم سر أسياب يوسفي الريفي. يقدر عدد سكانها بـ 94 نسمة .